# Werner Kok

a Compétitions nationales et continentales officielles uniquement.

b Matchs officiels uniquement.
Dernière mise à jour le 9 février 2022.
Werner Kok, né le 17 janvier 1993 à Nelspruit (Afrique du Sud), est un joueur de rugby à sept et de rugby à XV sud-africain évoluant au poste d'ailier à XV et en centre à sept. Depuis 2013, il joue avec l'équipe d'Afrique du Sud de rugby à sept qui dispute les World Rugby Sevens Series, les Jeux olympiques, la coupe du monde et les Jeux du Commonwealth.
Il dispute également le United Rugby Championship avec les Sharks et la Currie Cup avec la Natal Sharks depuis 2020.

## Carrière

### Débuts
Son père est professionnel de tennis et a joué avec l'Afrique du Sud. Dans sa jeunesse, Werner Kok s'essaye ainsi au tennis mais aussi au cricket, à l'athlétisme, au hockey subaquatique, avant de choisir le rugby.
Formé chez les Pumas dans sa ville natale de Nelspruit, Werner Kok dispute en 2011 la Craven Week, championnat annuel réservé aux moins de 18 ans, où il évolue au poste de centre aux côtés de Kwagga Smith et de Jacques du Plessis, notamment.
En 2012, il rejoint l'équipe du Cap, la Western Province avec qui il dispute et remporte le championnat inter-provinces des moins de 19 ans. Il inscrit un essai en finale face aux Blue Bulls au poste d'ailier.

### En club
Werner Kok a été formé par la province des Pumas avec qui il a évolué entre 2009 et 2011, puis par la Western Province en 2012. En 2013, avant de jouer le moindre match professionnel, il devient un joueur de rugby à sept à plein temps avec l'équipe d'Afrique du Sud de rugby à sept.
Fin 2015, il quitte la sélection nationale de rugby à sept et revient dans sa province. Il fait ses débuts la saison suivante, en 2016 pour la Currie Cup. Son équipe parvient en demi finale, mais perd face aux Blue Bulls malgré un essai de Werner Kok. Ils prennent leur revanche la saison suivante en s'imposant face aux Natal Sharks en finale (33 - 21). Après ce match, il interrompt sa pratique du rugby à XV pour se consacrer au rugby à sept.
En 2019, il rejoint le Stade toulousain en qualité de joker coupe du monde pour reprendre le rugby à XV mais conserve l'objectif de participer aux Jeux olympiques de 2020.
En septembre 2019, il signe avec la franchise sud-africaine des Sharks pour la rejoindre après les Jeux olympiques de 2020.

### En équipe nationale
Werner Kok a fait ses débuts avec l'équipe d'Afrique du Sud à sept en mai 2013 au tournoi de Londres. Il remporte également la médaille d'or à l'épreuve de rugby à sept des Jeux du Commonwealth 2014 après la victoire de son équipe en finale face à la Nouvelle-Zélande. À titre personnel, il a reçu le titre de meilleur joueur du monde IRB de rugby à sept en 2015.
Bien que n'étant plus à plein temps joueur des Blitzboks, Werner Kok est retenu dans la sélection Sud-africaine qui participe à la première édition de rugby à sept aux Jeux olympiques. S'il n'est jamais titularisé par son sélectionneur, il dispute les six rencontres de son équipe et inscrit un essai face aux japonais pour le match de la troisième place,.

## Palmarès en rugby à sept

### Titres
- Vainqueur des World Rugby Sevens Series en 2017 et 2018
- Médaille d'or à l'épreuve de rugby à sept des Jeux du Commonwealth en 2014
- Médaille d'or à l'épreuve de rugby à sept des Jeux mondiaux 2013
- Troisième aux Jeux olympiques 2016
- Troisième à la coupe du monde de rugby à sept en 2018

### Récompenses individuelles
- Meilleur joueur du monde rugby à sept en 2015

## Palmarès en rugby à XV
- Vainqueur de la Currie Cup en 2017.
- Vainqueur de la Challenge Cup en 2024.